# Final del Campeonato Ecuatoriano de Fútbol 2014
La Final del 2014 también llamada la Final del Siglo fue la Tercera etapa del Campeonato Ecuatoriano de Fútbol 2014 definieron al campeón y subcampeón del torneo. Emelec, ganador de la Primera etapa  dando como ganador al Emelec. El marcador global fue de Emelec 4 - 1 Barcelona. 

## Antecedentes
Fue la primera vez en la historia de los campeonatos ecuatorianos que la final fue entre Emelec y Barcelona, y debido a su trascendencia por ser el Clásico del Astillero más importante de la historia, fue llamada por la prensa ecuatoriana 'La Final Soñada' y 'La Final del Siglo'.

## El Partido de ida
EL partido se jugó el 18 de diciembre a las 20:00 horas de Ecuador, y término con un empate de 1-1, en el estadio Banco Pichincha. Ángel Mena abrió para los azules, mientras que Ismael Blanco igualó para los locales en los minutos finales.

### Jugadores
Barcelona: Máximo Banguera; Pedro Pablo Velasco, Franco Peppino, Luis Checa, Gustavo Nazareno; Luis Caicedo (Michael Jackson Quiñonez, 45m), Álex Bolaños, Matías Oyola, Aaron Peñafiel (Ely Esterilla, 45m); Christian Suárez (Brayan de la Torre, 89m), Ismael Blanco. DT: Rubén Israel.
Emelec: Esteban Dreer; John Narváez, Jorge Guagua, Gabriel Achilier, Óscar Bagüí; Pedro Quiñónez, Robert Burbano, Osbaldo Lastra (Mauro Fernández, 82m), Fernando Giménez; Miler Bolaños (José Luis Quiñónez, 87m), Ángel Mena (Emanuel Herrara, 71m). DT: Gustavo Quinteros.

### Árbitro
Omar Andrés Ponce. Amonestó Pedro Velasco (39m) y Álex Bolaños (45m) en Barcelona; John Naváez (65m) en Emelec. 

## El partido de vuelta
Emelec marcó el primer gol del partido a través de Ángel Mena, en una jugada de Bolaños para asistir a Burbano, el jugador dio el pase a Mena y luego con suspenso Mena mandó la pelota al fondo del arco rival. 
Emelec trató de manejar la pelota tras el gol de la ventaja. Al minuto 37, Suárez se retiró del campo por lesión y en su lugar ingresó Michael Jackson Quiñonez.
El primer tiempo terminó 1-0 a favor de Emelec, que con este resultado era campeón. En el segundo tiempo, Barcelona arrancó tomando el control de las acciones, con mucha técnica el equipo visitante buscaba el arco contrario. Barcelona trataba de atacar al Emelec, pero los millonarios salían rápido a la contra y creaban peligro. Burbano sufrió molestias en su pierna y debió dejarle su lugar a Mondaini.
Emelec volvió a hacer a convertir un gol en el cual participaron  Mena y Bolaños. Mena sacó un remate cruzado que pasó cerca y luego Bolaños estalló la pelota en el palo.
Miller Bolaños liquidó el partido al convertir un tercer tanto, y le dio el título al equipo millonario con un gran cabezazo tras centro de Mena. Bolaños le ganó la posición a Banguera y con un remate de cabeza venció al portero amarillo.

## Clubes clasificados
| Finalistas | Vía de clasificación        |
| ---------- | --------------------------- |
| Emelec     | Ganador de la Primera etapa |
| Barcelona  | Ganador de la Segunda etapa |

## Estadios
| Guayaquil                  | Guayaquil                          |
| -------------------------- | ---------------------------------- |
| Estadio Banco del Pacífico | Estadio Monumental Banco Pichincha |
| Capacidad: 40 059          | Capacidad: 57 267                  |
|                            |                                    |

## Partidos

### Ida
| 17 de diciembre, 20:00 (UTC-5) | Barcelona  | 1:1 (0:1) | Emelec   | Estadio Monumental Banco Pichincha, Guayaquil          |                                                        |
|                                | Blanco 88' | Reporte   | Mena 20' | Asistencia: 63 686 espectadores Árbitro(s): Omar Ponce | Asistencia: 63 686 espectadores Árbitro(s): Omar Ponce |

### Vuelta
| 21 de diciembre, 16:30 (UTC-5) | Emelec                      | 3:0 (1:0) | Barcelona | Estadio Banco del Pacífico, Guayaquil                   |                                                         |
|                                | Mena 20' · Bolaños 80', 86' | Reporte   |           | Asistencia: 24 733 espectadores Árbitro(s): Carlos Vera | Asistencia: 24 733 espectadores Árbitro(s): Carlos Vera |

- Emelec ganó 4 - 1 en el marcador global.

|                               |
|                               |
| Campeón                       |
| Club Sport Emelec 12.° título |

## Consecuencias
Finalizado el partido de vuelta, en el cual, el jugador Álex Bolaños fue expulsado del partido con tarjeta roja, el presidente del Barcelona declaró: "Gracias a la hinchada de Barcelona por el apoyo... Es claro que un jugador dañó la fiesta... Ese jugador esta fuera de Barcelona". El jugador fue marginado del equipo, no fue considerado para jugar en la temporada 2015, aunque tampoco fue despedido. Por lo cual Bolaños puso una denuncia por injurias contra el presidente del Club deportivo y contra Barcelona.
En la temporada del 2014, era favorito Barcelona por lo que se consideraba que Emelec era un equipo fácil de ganar en la final, al finalizar el partido los hinchas azules comenzaron a referirse a Barcelona como pavo eterno.